# Mecklenburg - Pomerania Inferioară
Mecklenburg - Pomerania Occidentală, Mecklenburg - Pomerania Inferioară, Mecklenburg - Pomerania Anterioară sau Mecklenburg - Pomerania de Vest (germană : Mecklenburg-Vorpommern) este un land federal situat în nord-estul acestei țări, pe coasta de sud a Mării Baltice. Acest land se învecinează cu landurile Schleswig-Holstein, Saxonia Inferioară și Brandenburg, precum și cu voievodatul Pomerania de Vest al Poloniei. Capitală este Schwerin, iar cel mai mare oraș — portul Rostock.

Împărțirea administrativă actuală și hotarul dintre cele două provincii istorice Mecklenburg și Pomerania

Landul cuprinde două regiuni istorice: Mecklenburg (în trecut divizat în Mecklenburg-Schwerin și Mecklenburg-Strelitz) și Pomerania Occidentală. Districtele din Mecklenburg au 14,5 mii km² și 1,13 mil. locuitori, iar cele din Pomerania Inferioară (orașele principale sunt Stralsund și Greifswald) au 8,7 mii km² și 610 mii de locuitori. Cele două districte urbane sunt Schwerin și Rostock. Districtele rurale sunt următoarele: Nordwestmecklenburg (reședință – Wismar), Ludwigslust-Parchim (reședință – Parchim), districtul rural Rostock (reședință – Güstrow), Mecklenburgische Seenplatte (reședință – Neubrandenburg), Pomerania Occidentală-Greifswald (reședință – Greifswald) și Pomerania Occidentală-Rügen (reședință – Stralsund).  
Landul se evidențiază prin cea mai joasă densitate a populației din Germania și două cele mai mari districte ca suprafață — Mecklenburgische Seenplatte (Platoul Lacustru Mecklenburghez) și Ludwigslust-Parchim. 
Este o importantă regiune agricolă (sector zootehnic bine dezvoltat dar și cultivarea cerealelor, cartofilor, sfeclei de zahăr) și turistică (turism balnear pe Coasta Pomeraniei, turism cultural la Schwerin, Rostock, Stralsund, Strelitz ș.a.). Dintre ramurile industriei se remarcă cea alimentară (in special cea a prelucrării peștelui, cărnii și laptelui și cea a producției de zahăr), precum și cea a construcțiilor de mașini (inclusiv construcții și reparații navale).